# Monument aux morts de l'Armée d'Orient et des terres lointaines
Le monument aux morts de l'Armée d'Orient et des terres lointaines, ou Porte d'Orient, est un monument aux morts situé sur la corniche Kennedy à Marseille, dédié aux morts de l'armée d'Orient et des terres lointaines de la Première Guerre mondiale,
Il a été édifié d'après les plans de l'architecte Gaston Castel et inauguré le 24 avril 1927.
Ce monument fait l’objet d’un classement au titre des monuments historiques depuis le 24 mai 2011.
Le monument aux morts de l'armée d'Orient et des terres lointaines est une statue de bronze entourée d'un arc en granit où il est gravé « MONUMENT AUX MORTS DE L’armée D'ORIENT ET DES TERRES LOINTAINES ».